# Duthiella speciosissima
Duthiella speciosissima är en bladmossart som beskrevs av Brotherus och Jules Cardot 1913. Duthiella speciosissima ingår i släktet Duthiella och familjen Leskeaceae. Inga underarter finns listade i Catalogue of Life.